# 군위 인각사 석불좌상
군위 인각사 석불좌상(軍威 麟角寺 石佛坐像)은 대한민국 대구광역시 군위군에 있는 석불이다. 2002년 8월 19일 경상북도의 유형문화재 제339호로 지정되었다.

## 개요
경상북도 군위군 고로면 화북리 화산(해발 828m)의 서북쪽 골짜기에 자리하고 있는 인각사에 모셔진 석불이다. 인각사는 신라 선덕여왕 11년(642)에 의상조사가 창건한 사찰로, 절 입구에 있는 깎아지른 듯한 바위에 기린이 뿔을 얹었다고 하여 절 이름을 인각사라 하였다고 전한다. 또한 고려시대 충렬왕 때 보각국사로 책봉된 『삼국유사』의 저자 일연이 입적한 곳으로 유명한 사찰이다. 군위인각사지(사적 제374호)에는 인각사보각국사탑및비(보물 제428호), 군위인각사미륵당석불좌상(경상북도 문화재자료 제426호) 등의 유물이 남아 있다.
불상은 불신과 배(舟) 모양의 광배가 하나의 돌에 조각되어 있다. 머리에는 굵은 소라 모양의 머리칼을 붙여 놓았으며, 그 위로 상투 모양의 머리묶음이 큼직하게 솟아 있다. 적당히 살이 오른 얼굴은 원만한 인상이며, 두툼하게 처리한 입가에는 옅은 미소가 흐르고 있다. 특히 뺨을 솟아나게 처리하고 눈두덩을 불룩하게 처리한 데 비해 코와 입을 작게 하고 귀를 길게 처리한 점 등을 볼 때 잘 묘사된 불상이다. 목에는 3개의 주름인 삼도(三道)가 표현되었다.
양어깨를 감싸고 있는 옷은 평행된 옷주름이 촘촘하게 물 흐르듯 새겨져 있으며, U자형으로 넓게 트인 가슴에는 속옷과 띠매듭이 드러나고 있다. 무릎사이의 부채꼴 모양으로 넓게 퍼진 옷주름은 양팔뚝을 감싸고 흘러내린 대의(大衣)의 주름과 겹쳐져 무릎 부근에서 크게 3단의 옷주름이 표현되어 있다. 손 모양은 오른손으로 촉지인(觸地印)을 취하고 있고, 왼손으로 선정인(禪定印)을 취하였으며, 손 위에는 조그마한 보주(寶珠)를 올려 놓았다.
이 불상은 조각수법으로 볼 때 10세기에서 11세기에 조성된 불상으로 이 시기의 불상양식 연구에 중요한 자료로 평가되고 있다.

## 같이 보기
- 군위 인각사지 - 사적 제374호

## 참고 자료
- 군위인각사석불좌상 - 국가유산청 국가유산포털